# Język garo
Język garo (także garrow oraz mande) – język tybeto-birmański, którym posługuje się większość mieszkańców wzgórz Garo w indyjskim stanie Meghalaya. Posługują się nim również mieszkańcy stanu Asam oraz Bangladeszu w pobliżu granicy z Indiami. W sumie w Indiach garo posługuje się 889 479 osób (dane na rok 2001), a w Bangladeszu 102 tys. (1993). Jest blisko spokrewniony z bodo. Do zapisu używa się alfabetu łacińskiego.
W 1996 r. na North Eastern Hill University w Shillong utworzono Wydział Garo, zajmujący się spisywaniem tradycyjnej poezji, opowieści i baśni w garo, m.in. Katta Agana czy legenda Dikki i Bandi.